# Wit-Russen
De Wit-Russen (Belarussen) (Wit-Russisch: беларусы, belarusy) zijn een Oost-Slavisch volk. Het grootste deel van de Wit-Russen, ca. acht miljoen, woont in Wit-Rusland (Belarus). Daarnaast zijn er ca 800.000 Wit-Russische minderheden in Polen (vooral in het woiwodschap Podlachië), Litouwen en Rusland. Sinds het uiteenvallen van de Sovjet-Unie zijn enkele honderdduizend mensen geëmigreerd naar de Europese Unie, de Verenigde Staten, Canada en Rusland.
De Wit-Russen spreken de Wit-Russische taal als moedertaal. Russisch wordt vaak gebruikt als ambtelijke taal.

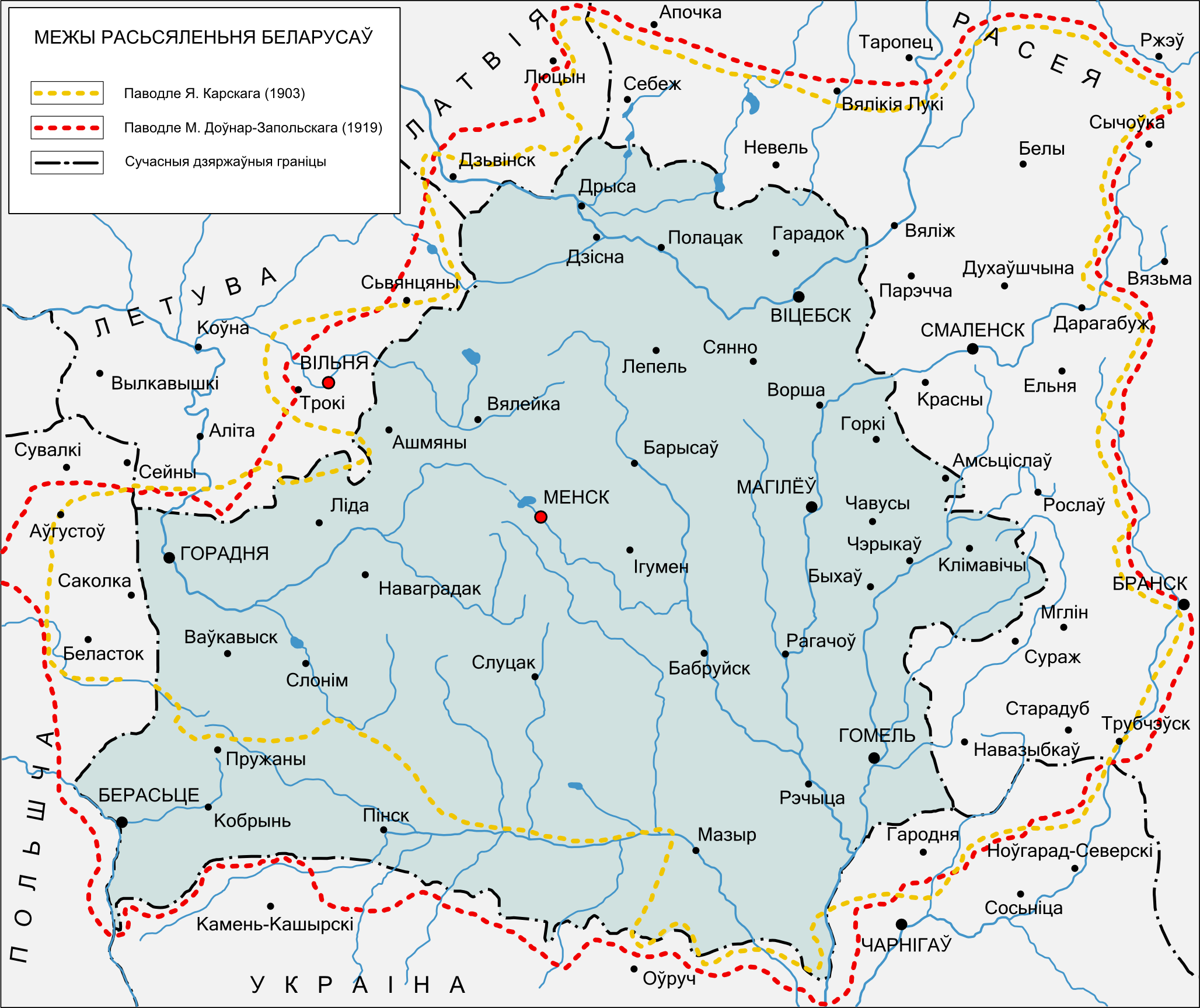
Gebied van de etnische Wit-Russen
Volgens Y. Karskiy (1903)
Volgens M. Dovnar-Zapol'skiy (1919)
Huidige staatsgrens

## Verspreiding
Wereldwijd zijn er 9 à 10 miljoen etnische Wit-Russen, waarvan de meeste in Wit-Rusland en de naburige landen. 

#### Wit-Rusland
In de volkstelling van 2009 werden er 7.957.252 etnische Wit-Russen geteld, hetgeen overeenkomt met 83,7% van de Wit-Russische bevolking. Sinds de val van het communisme in 1991 is het percentage Wit-Russen in de bevolking met bijna 6 procentpunten gestegen (van 77,9% in 1989 naar 83,7% in 2009). De Wit-Russen wonen relatief gezien vooral in een aantal plattelandsgebieden in het zuiden en in het oosten van het land. Slechts 26% van de Wit-Russen in Wit-Rusland spreekt het Wit-Russisch, terwijl bijna 70% Russischtalig is. Vooral in de hoofdstad Minsk wordt nauwelijks Wit-Russisch gesproken (~6% spreekt deze taal thuis).

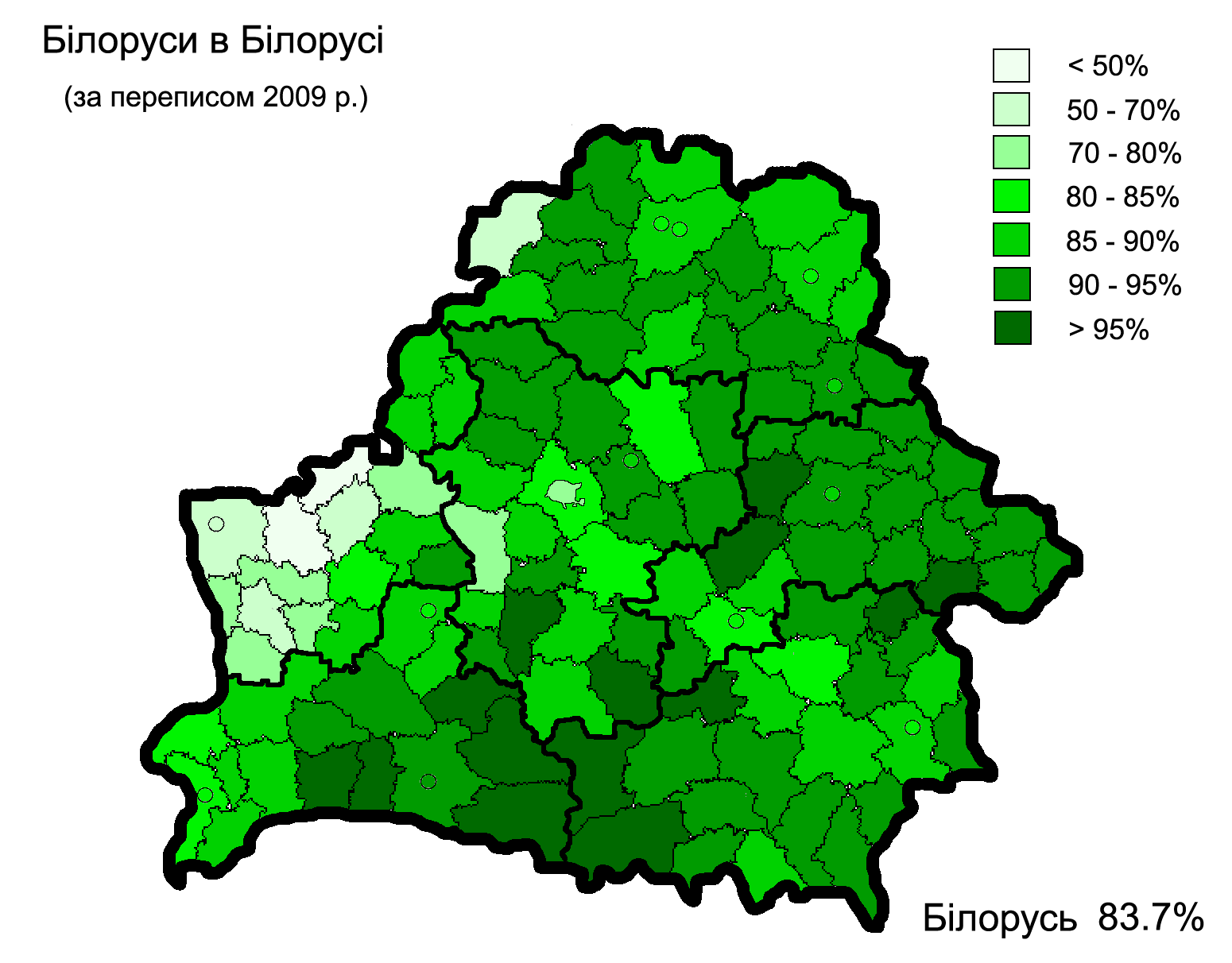
Het aandeel Wit-Russen per rayon

#### Rusland
In 2002 werden er 807.970 Wit-Russen geteld in Rusland, hetgeen 0,6% van de Russische bevolking is. In 1989 werden er nog 1,2 miljoen Wit-Russen geteld. Het aantal Wit-Russen neemt drastisch af vanwege culturele assimilatie.

Verspreiding van de Wit-Russen in Rusland

#### Letland
In 2018 werden er 62.713 Wit-Russen geteld in Letland, een halvering vergeleken met 119.702 Wit-Russen in 1989. Wit-Russen vormen de derde bevolkingsgroep in Letland met 3,2% van bevolking. 

#### Polen
In de volkstelling van 2002 werden er 47.640 Wit-Russen geteld in Polen (0,12% van de Poolse bevolking). Bijna alle Wit-Russen leven in Woiwodschap Podlachië. Gemeenten met een significante Wit-Russische bevolking zijn Czyże (82%), Dubicze Cerkiewne (81%), Orla (69%) en Hajnówka (65%). Het aantal Wit-Russen is de laatste decennia afgenomen vanwege culturele assimilatie.

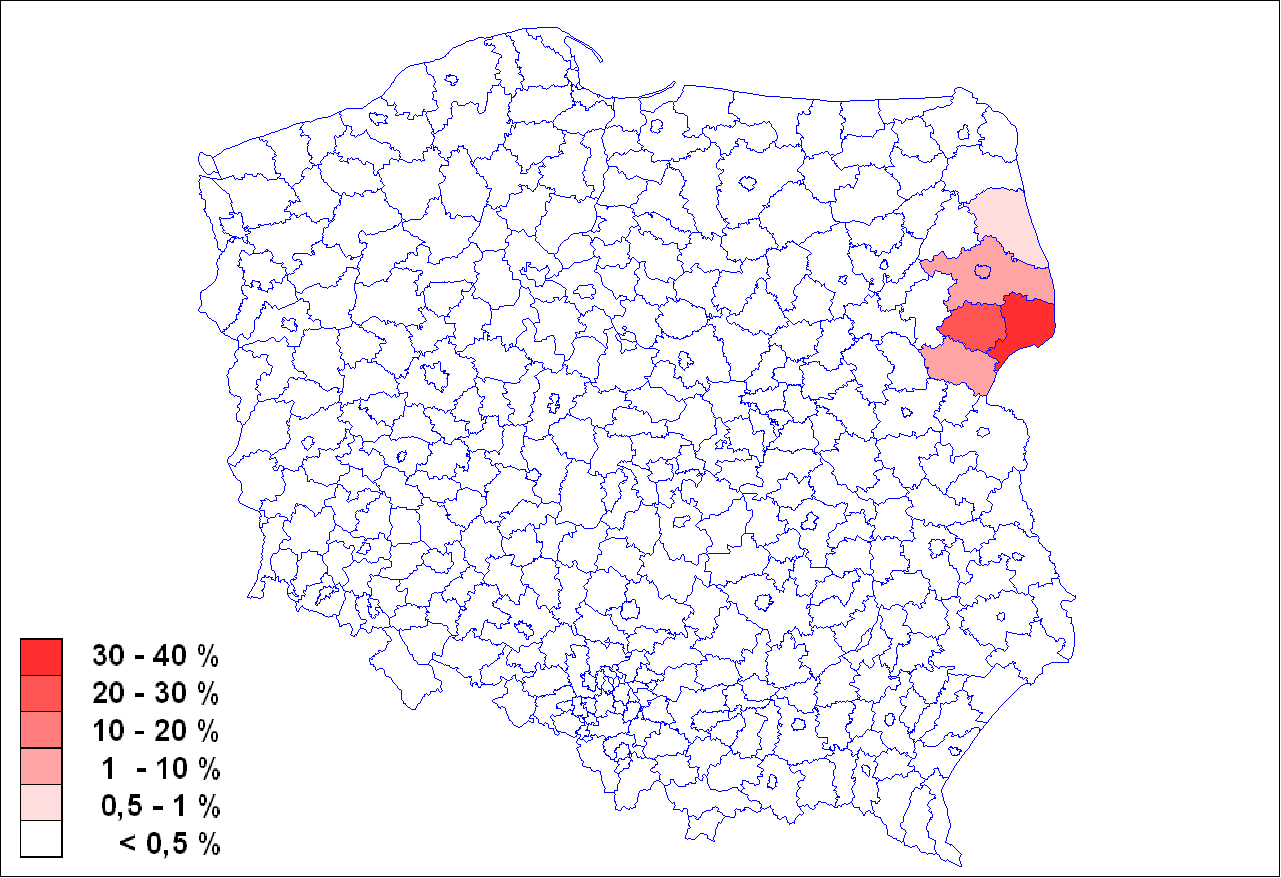
Verspreiding van Wit-Russen in Polen

#### Litouwen
In de volkstelling van 2011 werden er 36.227 Wit-Russen geteld in Litouwen, een fikse afname vergeleken met 63.169 personen in 1989. De meeste Wit-Russen leven in de districten Vilnius, Klaipėda, Utena en Kaunas. Slechts 18% van de Wit-Russen in Litouwen spreekt het Wit-Russisch, terwijl 56% het Russisch, 9% het Pools en 5% het Litouws spreekt. Bijna de helft van de Wit-Russen is rooms-katholiek, gevolgd door aanhangers van de Oosters-Orthodoxe Kerken.  
Abazijnen ·
Abchaziërs ·
Achvachen ·
Adygeeërs ·
Aino ·
Aleoeten ·
Aljoetoren ·
Altaj (Oirot) ·
Andi ·
Armeniërs ·
Avaren ·
Azerbeidzjanen·
Balkaren ·
Baraba ·
Basjkieren ·
Bergjoden ·
Boerjaten ·
Chakassen ·
Chanten ·
Chinezen ·
Dargienen ·
Dolganen ·
Enetsen ·
Evenen ·
Evenken ·
Georgiërs ·
Grieken ·
Ingoesjen ·
Ingriërs ·
Itelmenen ·
Jakoeten ·
Joden ·
Joekagieren ·
Joepiken ·
Kabardijnen ·
Kalmukken ·
Kamtsjadalen ·
Karatsjajers ·
Kareliërs ·
Kazachen ·
Kereken ·
Ketten ·
Komi ·
Koreanen ·
Korjaken ·
Korjo-saram ·
Krim-Tataren ·
Lezgiërs ·
Mansen ·
Mari (Tsjeremissen) ·
Meschetische Turken ·
Mordwienen ·
Nanai ·
Negidalen ·
Nenetsen (Joeraken) ·
Nganasanen ·
Nivchen (Giljaken) ·
Nogai ·
Oedegen ·
Oedmoerten ·
Oekraïners ·
Oeltsjen ·
Oezbeken ·
Oroken ·
Orotsjen ·
Osseten ·
Polen ·
Pomoren ·
Rusland-Duitsers (inclusief Wolga-Duitsers) ·
Russen ·
Samen (Lappen) ·
Selkoepen ·
Sjoren ·
Sojoten ·
Tabassaranen ·
Perzen (Tadzjieken) ·
Taten ·
Teleoeten ·
Tofalaren ·
Tsachoeriërs (Caxur) ·
Tsjerkessen ·
Tsjetsjenen (Noxchi) ·
Tsjoektsjen ·
Tsjoelymen ·
Tsjoevanen ·
Tsjoevasjen ·
Turkmenen ·
Toevanen ·
Wepsen ·
Belarussen (Wit-Russen) ·
Wolga-Tataren ·
Woten